# Crandon Lakes
Crandon Lakes és una concentració de població designada pel cens dels Estats Units a l'estat de Nova Jersey. Segons el cens del 2000 tenia 1.180 habitants.

## Demografia
Segons el cens del 2000, Crandon Lakes tenia 1.180 habitants, 405 habitatges, i 326 famílies. La densitat de població era de 180,1 habitants/km².
Dels 405 habitatges en un 45,9% hi vivien nens de menys de 18 anys, en un 66,2% hi vivien parelles casades, en un 10,4% dones solteres, i en un 19,5% no eren unitats familiars. En el 15,1% dels habitatges hi vivien persones soles el 6,7% de les quals corresponia a persones de 65 anys o més que vivien soles. El nombre mitjà de persones vivint en cada habitatge era de 2,91 i el nombre mitjà de persones que vivien en cada família era de 3,26.
Per edats la població es repartia de la següent manera: un 29,5% tenia menys de 18 anys, un 6,5% entre 18 i 24, un 33,1% entre 25 i 44, un 23,1% de 45 a 60 i un 7,8% 65 anys o més.
L'edat mediana era de 36 anys. Per cada 100 dones de 18 o més anys hi havia 93 homes.
La renda mediana per habitatge era de 56.188 $ i la renda mediana per família de 60.114 $. Els homes tenien una renda mediana de 50.281 $ mentre que les dones 36.429 $. La renda per capita de la població era de 22.642 $. Aproximadament el 0,9% de les famílies i l'1,5% de la població estaven per davall del llindar de pobresa.

## Poblacions més properes
El següent diagrama mostra les poblacions més properes.